# Madspand
 Der er for få eller ingen kildehenvisninger i denne artikel, hvilket er et problem. Du kan hjælpe ved at angive troværdige kilder til de påstande, som fremføres i artiklen.

Madspanden er en kasse bestående af tre lag og to modstillende hanke. Kassen er tiltænkt arbejdere at medbringe deres frokost i, når de gik på arbejde. Madspanden blev opfundet i slutningen af 1800-tallet, hvor både mænd og kvinder gik på arbejde, og det at lave varm mad til middag, ikke længere var muligt. Kassens tre lag kunne eksempelvis indeholde:
- Øverst: suppe
- Midten: kartofler
- Nederst: grød eller stuvning

Madspandens overflade var lavet af emaljeret jern, for at holde kassen hygiejnisk, og pæn at se på. Kassen diameter er 19 cm og højden 23 cm. Arbejderne indleverede madspanden, i det spisehus ved deres arbejdsplads om morgenen og kunne afhente spanden igen i deres frokostpause.

## Periode
Industrialiseringen startede i Danmark i slutningen af 1890’erne og førte bl.a. til madspanden, som blev en ny genstand i den danske husholdning. Dette skyldtes urbaniseringen, hvor der kom et stigende antal arbejdere til byerne. Folk begyndte at arbejde inde i byerne, og havde derfor længere vej hjem og ikke tid til at tage hjem og spise. Det er et gennemgående træk ved industrialiseringens arbejdsformer, at hjem og arbejdsplads er adskilt. Madspanden muliggør transport af mad fra en professionel kantine og maden indtages i frokostpausen på fabrikken eller hjemme, hvis arbejderen havde bolig nær arbejdspladsen.
Industrialiseringen førte til flere rettigheder for kvinder, og det førte til flere kvindelige arbejdere. Kvinderne havde på dette tidspunkt ikke længere tid til at sørge for mændenes middagsmad.

### Madpakken/madkassen i forhold til madspanden
Madpakken har været kendt i århundreder, og bliver i dag brugt af skolebørn og voksne til at opbevare frokost eller middagsmad i. Den mest almindelige madkasse består af en beholder, et låg og muligvis to håndtag. Den kan være dekoreret med farverige billeder. Plastik er det materiale, de fleste madkasser laves i i dag, men før 1950'erne var de typisk af metal, eventuelt emaljerede.
I nogle fabrikssamfund, som eksempelvis Brede Værk, nord for København,blev alle ansatte tilbudt bolig nær fabrikken. Til fabrikken var tilknyttet en kantine, det nuværende "Brede Spisehus", hvor arbejderne kunne købe billig frokost. Hvis man ville have frokosten med hjem, skulle man blot stille sin madspand foran kantinen inden kl. 7 om morgen (hvor fabrikkens fløjte kaldte til mødetid), og så var der fyldt op med mad i spanden til forkostpausen kl. 13. 

## Madspand i Brede
Madspanden var en ting, der blev brugt hyppigt i det lille arbejdersamfund i Brede.
Kvinderne afleverede deres madspand i spisehuset om morgenen, hvorefter de senere om eftermiddagen, fik dem leveret tilbage i middagspauserne med varm mad i. Dette var en god løsning, da kvinderne ikke kunne nå at tage hjem og lave mad til deres familier hen af dagen.
Det var dog ikke alle der havde råd til at få deres mad lavet i spisehuset, selvom det var forholdsvis billigt. I 1904 kostede en 2 retters middagsmad 30 øre.
En typisk menu i madspanden kunne være grød eller suppe, kartofler og sovs. kød fik man ikke hver dag. Nogle fabriksdirektører støttede arbejdernes frokost økonomisk, ved at investere i kantiner,og sikre at arbejderne på den måde havde adgang til næringsrig kost.